# Fabio Albertini
Fabio Albertini, principe di Cimitile (Napoli, 9 febbraio 1775 – Napoli, 5 marzo 1848), è stato un diplomatico e patriota italiano del Regno delle due Sicilie.

## Biografia
Figlio di Gaetano Albertini, principe di Cimitile, principe di Sanseverino, marchese di San Marzano, patrizio napoletano e di Serafina Carmignani dei marchesi di Acquaviva; nipote del diplomatico Giambattista Albertini.
All'età di 18 anni sposò Marianna Guevara, figlia del duca di Bovino e di Anna Cattaneo di San Nicandro, figlia dell'aio di Ferdinando I di Borbone.
Come tutti i giovani progressisti della nobiltà napoletana prese parte alla Repubblica Napoletana del 1799  in qualità di membro della prima compagnia della Guardia Nazionale . Riuscì a scampare alla furia popolare che accompagno l'arrivo in città del cardinale Ruffo  trovando riparo nel monastero della Sapienza. Fu successivamente incarcerato nella prigione del Ponte e poi trasferito nella prigione del Carmine , da dove vide uscire i numerosi compagni condannati a morte e giustiziati nella vicina piazza del Mercato.
Prese successivamente parte alle attività del Governo di Gioacchino Murat e per numerosi anni soggiornò a Parigi. Il 15 novembre 1809  è a Fontainebleau in rappresentanza del Regno delle due Sicilie alle celebrazioni di Napoleone per il trattato di Schönbrunn. Nel 1815 è alla corte di Württemberg come rappresentante del governo di Gioacchino Murat .
Partecipò al Congresso di Vienna nel 1815.
Durante i moti del 1820-21 venne nominato ambasciatore plenipotenziario prezzo lo Zar Alessandro II al fine di perorare la causa del nuovo governo costituzionale. Sulla strada verso San Pietroburgo si fermò a Vienna dove, grazie a personali rapporti di amicizia ottenne, non ricoprendo alcuna carica ufficiale presso tale Corte, alcuni incontri con il Principe di Metternich.  Diceva l'Albertini al Principe di Metternich “La rivoluzione Napoletana, benché provocata dai Carbonari, deesi tuttavia considerare come opera della nazione. Sarà permesso di biasimare la forma con cui questa rivoluzione si è manifestata; ma sarebbe impossibile annullarla o farla retrocedere!".  E ancora, in una lettera inviata al Governo di Napoli il 30 agosto 1820: "Napoli è riguardata dalle potenze straniere come appestato politico, per cui si deve tirare una barriera di ferro tra Napoli e il resto d'Europa. Quando vi è la peste in una città la si rinchiude e vi si lasciano morire sani e infetti".  Il principe austriaco negò qualsiasi apertura nei confronti della Costituzione napoletana.
In seguito al diniego dell'Imperatore di ricevere l'ambasciatore napoletano l'Albertini fu nominato (ottobre 1820) ministro plenipotenziario presso Giorgio IV d'Inghilterra.
Nel viaggio verso la capitale inglese si fermò a Torino, dove ebbe incontri con il ministro russo Conte Mocenigo e a Parigi, dove ebbe colloqui con il primo ministro Duca di Richelieu. Tentò in questo modo di ottenere l'appoggio francese promettendo anche una mediazione tra la nuova costituzione di Napoli e la Charte. 
Arrivato a Londra ebbe colloqui con il Ministro degli esteri Castlereagh, filoaustriaco che si trincerò dietro cavilli di diritto internazionale per non riconoscere il ruolo di ministro plenipotenziario all'Albertini. Di fronte alla forte indignazione parlamentare dei maggiori esponenti Whig il Ministro degli esteri inglese fu costretto ad assicurare che l'Albertini era stato trattato con tutti i riguardi, "in his private capacity which his high rank no less than the respectability of his personal character so justly demanded".
Sulla via per Lubiana, ricevuti ordini contraddittori da parte di Ferdinando I, decise di fermarsi a Parigi e di tornare successivamente a Londra.
Alla sconfitta del Governo Costituzionale ricevette una lettera dal Re con il divieto di ritornare in patria; scrisse una lettera di risposta nella quale confermava che non sarebbe  “ritornato a Napoli men che onorevolmente”.
Rimase in esilio a Londra fino al 1838, dove frequentò intellettuali e esuli italiani. Fu intimo amico di Ugo Foscolo e alla morte del poeta contribuì a finanziare il suo sepolcro nel cimitero di Chiswick.
Fondò, insieme a Guglielmo Pepe, al principe Spinelli di Cariati, al Conte Porro Lambertenghi ed altri, il comitato segreto "I fratelli Costituzionalisti d'Europa”. 
Nel 1826 fondò con Thomas Campbell il Literary Union Club, successivamente noto come Clarence Club, che raccoglieva personalità di spicco nel modo delle arti, della filosofia e delle scienze.
Fu uomo di ampiissima cultura e nel suo palazzo di Napoli raccolse una delle più importanti biblioteche del Regno di Napoli e una quadreria che verrà visitata nel 1861 da Charles Eastlake.
Nel lungo esilio visse per alcuni periodi anche a Parigi, sempre portando avanti idee per un governo costituzionale.
Del 1836 è il suo ritratto di F. X. Winterhalter.
Così lo ricorda Scipione Volpicella nella sua memoria:
Pochi mesi dopo la sua morte il figlio primogenito, Giovambattista Albertini, venne nominato (28 maggio 1848) Pari del Regno nel Parlamento Napoletano.

## Onorificenze
Nel 1814 fu nominato Ciambellano di S.M. Gioacchino Murat ricevendo attestati  “in considerazione delle prove di fedeltà, che Ella ha dato in difficili circostanze dello Stato".